# 프린스오브웨일스곶

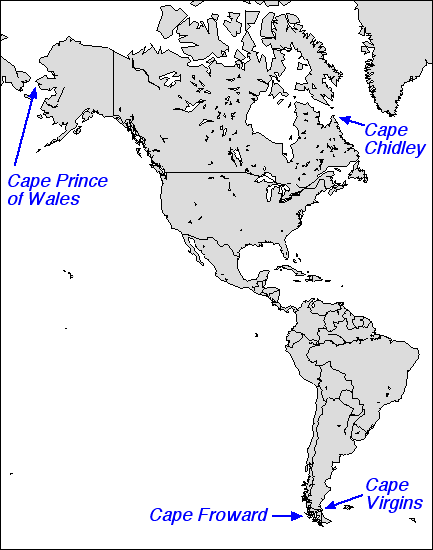
왼쪽 상단에 프린스오브웨일스 곶

프린스오브웨일스 곶(Cape Prince of Wales)는 알래스카주에 위치한 곶으로, 아메리카의 가장 최서단에 위치해 있다.
수워드 반도에 위치해 있고 웨일스에서 가깝다. 북태평양과 북극해 사이에 위치해 있다. 동부 지역은 베링 해협, 디오메드 제도에 접해 있다.